# Mathieu de Foix-Castelbon
Pour les articles homonymes, voir Mathieu de Foix (comte de Comminges).
Mathieu de Foix (1374 † août 1398) est vicomte de Castelbon de 1381 à 1398, comte de Foix, coprince d’Andorre, vicomte de Béarn et de Marsan de 1391 à 1398. Il est fils de Roger Bernard IV, vicomte de Castelbon, et de Géraude de Navailles.
Il appartient à une branche cadette de la maison de Foix, son père est cousin germain de Gaston Fébus, comte de Foix et vicomte de Béarn.

## Biographie
En 1390, il accompagne le duc Louis II de Bourbon dans une expédition contre les barbaresques, embarque à Marseille le 1er juillet et assiège El Mahadia en Tunisie. La ville résiste, et ils doivent lever le siège. Sur le chemin du retour, ils prennent Cagliari en Sardaigne pour le compte de la république de Gênes et il rentre dans ses terres en septembre.
Il est l’héritier de Gaston III Fébus, comte de Foix et vicomte de Béarn, mais ce dernier le déteste et lègue ses biens à la couronne par un traité conclu le 5 janvier 1390. Gaston Fébus meurt le 1er août 1391, le roi Charles VI envoie quatre commissaires pour prendre possessions du comté, mais Mathieu de Castelbon revendique la succession, s’est emparé du trésor et lève une armée. Les troupes royales sont occupées en Bretagne, et le duc de Berry, qui doit de l’argent au comte de Foix, conseille au roi de négocier la paix, lequel reconnaît la possession du comté de Foix et du Béarn à Mathieu, par lettres patentes du 20 décembre 1391. Il devient Viguier d'Andorre la même année.
Son beau-père le roi Jean Ier d'Aragon meurt en 1395, sans laisser de fils. Mathieu revendique la succession, mais les Cortès choisissent Martin, le frère du roi pour lui succéder. Le duc de Berry et Mathieu lèvent une armée pour tenter la conquête du royaume, mais sont battus après dix-huit mois de guerre. En représailles, Martin d’Aragon confisque la vicomté de Castelbon.

## Mariage
Il épouse à Barcelone le 4 juin 1392 Jeanne d’Aragon (1375-1407), fille de Jean Ier, roi d’Aragon et de Marthe d’Armagnac, mais aucun enfant ne naquit de ce mariage.